# Essure
Il sistema di contraccezione Essure era una procedura mini-invasiva di sterilizzazione femminile sviluppata dalla Conceptus Inc., un'azienda sussidiaria della Bayer. La procedura consiste dell'impianto di due micro-inserti che vengono poi ricoperti di tessuto fibrotico, bloccando il passaggio degli spermatozoi all'interno delle tube di falloppio ed impedendo l'inseminazione. Il dispositivo è stato approvato in Europa e negli Stati Uniti d'America nel novembre 2002. In Italia la procedura è rimborsata al 100% dal Servizio Sanitario Nazionale.
L'Essure è stato ideato come alternativa alla legatura delle tube, la procedura di sterilizzazione chirurgica standard. Durante questo tipo di operazione, il chirurgo effettua un'incisione nell'addome attraverso la quale procede a chiudere o tagliare le tube di falloppio. La legatura delle tube è un'operazione di chirurgia maggiore che viene svolta in ospedale sotto anestesia. L'impianto dell'Essure può invece avvenire in regime di day-hospital e non richiede anestesia. Uno studio del 2010 ha determinato che questo dispositivo è sicuro ed efficace in base ai risultati di un'osservazione a breve termine, concludendo inoltre che l'Essure richiede una procedura meno invasiva e meno costosa di un intervento di laparoscopia bilaterale.
Tuttavia, l'agenzia americana che si occupa della regolamentazione di farmaci e dispositivi medici, la Food and Drug Administration (FDA) ha ricevuto in seguito un numero considerevole di segnalazione di potenziali effetti avversi, inclusi perforazione delle tube, dolore intrattabile, isterectomie conseguenti a sanguinamenti gravi, possibili morti collegate all'uso del dispositivo e centinaia di gravidanze indesiderate. Alcuni studi clinici pubblicati in seguito hanno confermato questi rischi.
Fra le varie controversie suscitate dagli effetti avversi in taluni casi anche molto gravi, vi è quella che l'azienda farmaceutica non abbia svolto sufficienti studi sulla sicurezza a lungo termine del dispositivo. Delle 745 donne che hanno ricevuto l'impianto durante gli studi di pre-immissione sul mercato, solo il 92% ha ricevuto un follow-up per valutarne la sicurezza ad 1 anno, ed il 25% a 2 anni. Un altro studio di post-marketing non è stato pubblicato dalla compagnia per 13 anni da quando il dispositivo era stato approvato, ed un altro ancora non è mai stato approvato.
Negli Stati Uniti, l'attivista per i diritti civili Erin Brockovich ha iniziato una lunga battaglia perché l'Essure venga tolto dal mercato, e gestisce oggi un sito web dove le donne impiantate con questo metodo contraccettivo possono raccontare le loro storie e condividere le loro esperienze. Migliaia di donne hanno infatti lamentato gravi effetti collaterali come la perforazione d'organo cagionata dalla frammentazione dei micro-inserti, che hanno in molti casi richiesto la rimozione chirurgica del dispositivo.

## Operazione
In uno studio prospettico, il tempo medio per il completamento della procedura d'inserzione è stato di 6,8 minuti (range = 5-18 minuti). Anche se l'anestesia totale non è richiesta, alcune donne hanno riferito di aver provato forte dolore durante l'operazione.
Dei piccoli inserti morbidi sono introdotti all'interno delle tube di falloppio per mezzo di un catetere introdotto nella vagina che attraversa la cervice e l'utero. L'inserto contiene al suo interno delle fibre di polietilene tereftalato per indurre l'infiammazione e stimolare la produzione di tessuto fibrotico benigno, ed è tenuto in posizione da una bobina flessibile interna in acciaio inossidabile, ed una bobina dinamica esterna in lega di nichel e titanio. Una volta in posizione, la crescita di tessuto fibrotico continua per un periodo di tre mesi, fino ad ottenere un'occlusione completa del lume delle tube. La barriera tissutale formatasi permette di bloccare il passaggio degli spermatozoi nel loro tragitto verso l'ovulo, impedendo la fecondazione. Durante il periodo dei tre mesi post-intervento, alle donne è raccomandato fare uso di altri metodi contraccettivi alternativi.
A differenza di altre forme di legatura delle tube, non è necessario l'uso di anestesia generale né di incisioni addominali. Come per altre tipologie di contraccezione, è necessario l'utilizzo di altri metodi anticoncezionali per i primi 3 mesi al fine di evitare gravidanze indesiderate fin quando l'efficacia del metodo non sia stata confermata.

### Follow-up
L'efficacia del metodo Essure è valutata tre mesi dopo l'inserzione da un radiologo, per mezzo di una procedura di fluoroscopia chiamata isterosalpingografia. Questa procedura conferma che le tube di falloppio sono state completamente bloccate, e che la paziente può utilizzare il solo Essure come metodo anticoncezionale. Un agente di contrasto è a questo punto iniettato attraverso la cervice, ed un tecnico radiologo fotografa i micro-inserti per assicurarsi che il mezzo di contrasto non attraversi le tube occluse dall'Essure.

## Efficacia
Se l'inserzione e la successiva occlusione tubale hanno avuto successo, l'efficacia contraccettiva del metodo Essure è stimata al 99,74% a 5 anni. Uno studio ha però identificato una probabilità di fallimento pari a circa 11%.
Le probabilità di fallimento riportate sono inoltre le seguenti: "fallimento nell'introdurre i 2 inserti durante la prima procedura (5%), pervietà tubale iniziale (3,5%), espulsione (2,2%), perforazione (1,8%), altri posizionamenti inappropriate del dispositivo (0,6%)". Al follow-up, l'occlusione tubale è stata osservata nel 96,5% dei pazienti a 3 mesi, con la restante percentuale occlusa a 6 mesi.
Nell'Ottobre del 2015, uno studio pubblicato sul British Medical Journal ha concluso che l'Essure non è in grado di prevenire le gravidanze più efficacemente rispetto ad altre procedure laparoscopiche. Ha inoltre indicato che questa procedura presenta un rischio 10 volte maggiore di reintervento chirurgico rispetto alle altre procedure di sterlizzazione laparoscopica.

## Precauzioni e avvertenze
Gli inserti sono fabbricati in fibre di poliestere, nichel-titanio, acciaio inossidabile e lega per saldature, pertanto è necessario avvisare il personale prima di essere sottoposti a procedure come la risonanza magnetica. A differenza di altri metodi contraccettivi temporanei, gli inserti di Essure non contengono né rilasciano ormoni. Gli inserti non prevengono la trasmissione di malattie sessualmente trasmissibili.
La procedura è descritta dal produttore come permanente ed irreversibile. Nonostante questo, molte procedure di rimozione del dispositivo sono state documentate.
È necessario utilizzare altri metodi contraccettivi per i tre mesi successivi alla procedura d'inserzione, fin quando un'isterosalpingografia non abbia confermato l'occlusione tubale.

### Rischi
- Perforazione, espulsione o altri posizionamenti inadeguati dell'inserto.
- Perforazione delle pareti uterine
- Gravidanza ed aumentato rischio di gravidanza ectopica
- Dolore, crampi, sanguinamento vaginale, cambiamenti del ciclo mestruale, mestruazioni inizialmente più leggere a cui seguono cicli più intensi e lunghi di durata fino a 6-8 settimane dovuti al cambiamento di metodo anticoncezionale verso una soluzione non-ormonale.
- Nausea/vomito
- Risposte vasovagali (svenimento)
- Reazioni allergiche ai materiali
- Ipersensibilità ad altre sostanze allergizzanti
- Tossicità da metalli pesanti
- Rash cutanei, prurito
- Confusione
- Sintomi da patologie autoimmuni
- Aumento di peso
- Ansietà/depressione
- Perdita di capelli
- Ansia grave
- Insensibilità degli arti
- Dolore articolare
- Mal di schiena
- Ideazione suicida

Nel 2013, il prodotto ha suscitato un'ondata incontenibile di polemiche in Nord America a seguito di numerose segnalazioni di effetti collaterali molto gravi sporte da donne che avevano fatto uso del dispositivo. Oltre a numerose gravidanze indesiderate o ectopiche in misura largamente maggiore alle percentuali previste, alcune donne sono state costrette a subire numerosi reinterventi chirurgici nel tentativo di rimuovere frammenti del dispositivo che, dopo essersi rotto, erano migrati verso altri organi interni. In alcuni casi, le pazienti hanno riferito di aver sopportato dolori così intensi da essere state costrette ad interventi di isterectomia totale come unica soluzione per ottenere sollievo. Nel Giugno 2015, la FDA, a seguito di un'indagine conoscitiva sul prodotto, ha registrato oltre 5000 segnalazioni di effetti avversi collegati all'uso di essure, inclusi 7 casi di morte.
Erin Brockovich si è attivata per permettere alle molte donne che sostengono di aver subito i danni più gravi, di poter citare in giudizio la Bayer, poiché le leggi federali attualmente in vigore negli Stati Uniti impediscono a queste di far causa alla casa farmaceutica. La Bayer ha successivamente attivato una serie di Numeri Verdi per le lamentele dei pazienti, sostenendo che il numero delle lamentele ricevute finora è "consistente con i dati ottenuti dai trial clinici forniti alla FDA", e continua a difendere l'efficacia e la sicurezza del suo prodotto.
Nel febbraio 2016, dopo un'indagine svolta da una commissione interna (l'Obstetrics and Gynecology Devices Panel), la FDA ha deciso di modificare l'etichetta del prodotto aggiungendo un'avvertenza su possibili complicazioni anche gravi associate all'uso di questo dispositivo. Il cosiddetto "black box" è infatti l'avviso utilizzato dall'agenzia statunitense per allertare i pazienti delle reazioni collaterali più gravi e potenzialmente mortali. La Bayer dovrà inoltre svolgere una nuova analisi post-marketing su un campione di 2,000 donne, per confrontare l'efficacia e la sicurezza del prodotto confrontata ad altri dispositivi medici.